# James Bourne
James Elliot Bourne znany także jako James Bourne (ur. 13 września 1983 w Southend-on-Sea) – brytyjski gitarzysta.

## Kariera muzyczna

### Busted
W 2001 roku James poznał Matta Willisa, z którym postanowił założyć zespół. Zorganizowali przesłuchania, po którym do zespołu Busted dołączył Charlie Simpson. Busted na swoim koncie mają osiem singli Top 5 UK Singles Chart, w tym pięć, które dotarły na szczyt notowania: „You Said No” (2003), „Crashed The Wedding” (2003), „Who’s David” (2004) oraz „Thunderbirds/3AM” (2004). Grupa wydała również trzy albumy Top 20 UK Album Chart. 14 stycznia 2005 roku podczas konferencji prasowej ogłoszono rozpad zespołu.
10 listopada 2015 roku podczas konferencji prasowej ogłoszono powrót Busted w pełnym składzie. W maju 2016 roku odbyła się trasa koncertowa po Wielkiej Brytanii i Irlandii. Busted wydali dwie kolejne płyty: "Night Driver" oraz "Half Way There". 

### Son of Dork
Po rozpadzie Busted Bourne założył kolejny zespół Son of Dork. Ich dwa single znalazły się w Top 10 UK Singles Chart: „Ticket Outta Loserville” oraz „Eddie's Song”. Mimo że rozpad zespołu nie został nigdy ogłoszony, grupę opuścili Dave Williams, Chris Leonard oraz Steve Rushton, pozostawiając Jamesa z perkusistą Dannym Hallem.

### Future Boy
Future Boy to solowy projekt Jamesa. Pod tym pseudonimem Bourne wydał album „Volume 1”, który wyprodukował razem z Tommy Henriksen.

### McBusted
11 listopada 2013 roku ogłoszono powstanie supergrupy McBusted, w skład której wszedł cały zespół McFly oraz byli członkowie zespołu Busted: James Bourne i Matt Willis. W 2014 roku odbyła się ich wspólna trasa koncertowa po Wielkiej Brytanii.

### Safe Journey Home
27 listopada 2020 ukaże się solowa płyta Jamesa "Safe Journey Home".

## Pozostała działalność
Bourne jest współautorem kilku musicali: „Loserville: The Musical”, „Out There: The Musical”, „Murder at the Gates” oraz „Year 3000 – the Busted musical”.
James jest autorem większości utworów Busted i Son of Dork. Jest również współautorem kilku hitów McFly. Bourne brał udział w pisaniu utworów dla takich artystów jak: Melanie C, Boyzone, Mitchel Musso, The Saturdays, Miranda Cosgrove, Allstar Weekend, Pixie Lott, The Vamps, 5 Seconds of Summer.

## Życie prywatne
James ma dwóch braci: Nicka i Chrisa oraz siostrę Melissę. Jego bracia wystąpili gościnnie w takich klipach zespołu Busted jak: „Year 3000”, „Who's David” oraz „You Said No”.
Bourne z zawodu jest gitarzystą, umie jednak grać również na: pianinie, gitarze basowej oraz na perkusji.
Jest fanem trylogii „Powrót do przyszłości”, za ponad 30 000 dolarów zakupił DeLorean DMC-12, używany w filmie jako wehikuł czasu.
Jest właścicielem marki odzieżowej SicPuppy, skierowanej głównie do fanów skateboardingu. Bourne założył również własną wytwórnię Sicpuppy Records.